# Jules Flammermont
Jules Gustave Flammermont (né le 5 février 1852, à Chaumont-en-Vexin – mort le 29 juillet 1899, à Lille) est un historien français.

## Biographie
Il fait ses études à Paris, à l'École pratique des hautes études et à l'École des chartes où il obtient le diplôme d'archiviste-paléographe en 1878. Il travaille ensuite comme bibliothécaire et archiviste pour la ville de Senlis, puis comme secrétaire du duc d'Aumale au château de Chantilly. 
En 1884, il obtient son doctorat de lettres à la Sorbonne. Il est nommé chargé de cours à l'université de Poitiers (1884), puis à celle de Douai (1886), et enfin professeur à celle de Lille (1887), d'abord à une chaire d'histoire et de géographie de l'Antiquité et du Moyen Âge,, puis à une chaire d'histoire. Il compte parmi ses étudiants Alexandre de Saint-Léger.

## Publications
- Les archives des Ministères et les papiers d'Etat, Paris, 1883, Disponible en texte intégral sur LillOnum
- Le chancelier Maupeou et les parlements, Paris, A. Picard, 1883, prix Thérouanne de l’Académie française en 1884
- Lille et le Nord au Moyen Âge, Leçons rédigées par C. Buellet, rédacteur à l'Écho du Nord, Lille, Librairie Centrale, 1888
- Album paléographique du nord de la France, chartes et documents historiques, Lille, 1896. Disponible en texte intégral sur LillOnum